# Yerko Urra
Yerko Urra, mit vollständigem Namen Yerko Andrés Urra Cortés, (* 9. Juli 1996 in Mulchén) ist ein chilenischer Fußballtorwart.

## Karriere

### Verein
Yerko Urra kam mit 15 Jahren in die Jugend des CD Huachipato, für das er im April 2016 unter Miguel Ponce debütierte. 2017 verpflichteten die Santiago Wanderers mit Trainer Nicolás Córdova den jungen Torhüter, der den Trainer schon aus der U-20-Nationalmannschaft kannte. Huachipato trat jedoch nach der Verletzung von Stammtorwart Carlos Lampe vom Vertrag mit den Wanderers zurück und Urra blieb stattdessen beim Klub aus Talcahuano.
Nach der Verpflichtung von Gabriel Castellón verschlechterte sich trotz des Abgangs von Carlos Lampe die Situation für Urra zusehends und er wechselte erst auf Leihbasis 2021 zu Deportes Temuco in die Primera B, 2023 dann dauerhaft zum Klub aus der Región de La Araucanía. Mit zwei Kopfballtoren in der Saison 2023 verhinderte Urra die Niederlagen gegen San Marcos im April und gegen Deportes Iquique jeweils in der Nachspielzeit.

### Nationalmannschaft
Yerko Urra wurde im November 2018 für die Nationalmannschaft bei den Freundschaftsspielen gegen Costa Rica und Honduras nominiert, kam aber nicht zum Einsatz. Der 1,90 m große Urra wurde zudem von Trainer Reinaldo Rueda in den 23-köpfigen Kader für die Copa América 2019 aufgenommen, wo er hinter Gabriel Arias und Brayan Cortés als Nummer 3 kein Spiel absolvierte.